# Thérèse Marfaing
Pour les articles homonymes, voir Marfaing.
Thérèze Marfaing, dite Thérèse Marfaing, née le 25 juin 1932 à Suc-et-Sentenac et morte le 1er juillet 2024 à Trèbes, est une joueuse française de basket-ball.

## Biographie
Thérèse Marfaing évolue au Toulouse Football Club dans les années 1950 et devient internationale en 1952. 

## Palmarès

### Sélection nationale
Championnat du monde
- Médaille de bronze du Championnat du monde 1953 au Chili

Championnat d'Europe
- 6e du Championnat d'Europe 1954 en Yougoslavie
- 7e du Championnat d'Europe 1952 en URSS
- 7e du Championnat d'Europe 1956 en Tchécoslovaquie

Autres
- Début en Équipe de France le 20 mars 1952 à Paris contre l'Équipe des Pays-Bas
- Dernière sélection le 10 juin 1956 à Prague contre l'Équipe de République tchèque[3].